# (807) Ceraskia
(807) Ceraskia es un asteroide perteneciente al cinturón de asteroides descubierto el 18 de abril de 1915 por Maximilian Franz Wolf desde el observatorio de Heidelberg-Königstuhl, Alemania.
Está nombrado en honor del astrónomo ruso Vítold Tseraski (1849-1925).
Forma parte de la familia asteroidal de Eos.